# That damn Donna Reed
That damn Donna Reed es el 14.º episodio de la serie de televisión norteamericana Gilmore Girls.

## Resumen del episodio
El experimento de ciencia de Rory consiste en la observación de una pollita a la que Lorelai llama Stella; Luke se niega rotundamente al pedido de Taylor para que pinte su restaurante, y sólo accede cuando Lorelai se ofrece para ayudarlo. Dean y Rory tienen una discusión porque a él le gusta la idea de que una madre sea una feliz ama de casa que le cocina a su familia, tal y como en el show de Donna Reed. Rory le prepara a Dean una cena en la casa de sus vecinos Babette y Morey (que se habían ido de viaje), e incluye postre y un mandil que Rory usa, como en los 50's. Mientras tanto, Lorelai empieza a escoger con Luke el nuevo color que tendrá su restaurante, y cuando ella vuelva a casa se da con la sorpresa de que la pollita ha desaparecido. Sin saber qué hacer, llama a Luke para que le ayude a buscarla, y poco después descubre a Dean saliendo de la casa de al lado y todo lo que Rory había planeado para aquella noche; Rory se da con la sorpresa de que también ella había perdido una mascota: Apricot, el gatito de Babette. En la cena con Emily y Richard, Lorelai comenta accidentalmente que llamó a Luke para buscar a la pollita, y su madre le pregunta si siente algo por él; Lorelai admite que quizás tenga sentimientos por Luke. Finalmente, Christopher, el padre de Rory, se aparece en Stars Hollow.

## Curiosidades
- Lorelai afirma que Rory no pasará la noche con ella por segunda vez, pero será la tercera (pues Rory no pasó la noche en los episodios Love and war and snow y Rory's dance).
- Richard y Emily hablan por conferencia pero con un teléfono que no admite esta característica.

- Datos: Q6143928